# バスターガンダム
バスターガンダム (BUSTER GUNDAM) は、テレビアニメ『機動戦士ガンダムSEED』をはじめとするコズミック・イラ (C.E.) 作品に登場する架空の兵器。作中に登場する人型ロボット兵器「モビルスーツ」 (MS) の1機で、作中勢力のひとつである地球連合軍が開発した5機の試作機のうち、連結機能をもつ2挺の大型砲とミサイルを装備した遠距離砲撃機。『SEED』の序盤で敵国であるプラントの軍隊ザフトによって強奪され、その作戦に参加したディアッカ・エルスマンの搭乗機となる。「バスター」は「暴風」「破壊者」を意味する。
メディアや関連商品では「バスターガンダム」と公称されるが、作中内の設定においては、同型のガンダムタイプと同様に固有名の「バスター」で呼ばれる。
メカニックデザインは大河原邦男。
本項では、関連作品に登場する派生機についても解説する。

## 設定解説
地球連合加盟国の大西洋連邦が、中立国家オーブ連合首長国の公営企業モルゲンレーテ社の技術協力を受け、オーブ管轄の資源宇宙コロニー「ヘリオポリス」で極秘開発した5機の試作型MS（G兵器 / 初期GAT-Xシリーズ）の1機。機体の内部骨格には、系列機のGAT-X102 デュエルやGAT-X105 ストライクと同じX-100系の汎用型フレームを採用し、バックパックのスラスターも併用することでMSならではの機動性を発揮する。
特性の異なる左右の砲とミサイルによる中・長距離攻撃を主任務としており、戦艦に匹敵する破壊力を利用した艦船や要塞の攻略、後方支援などで活躍する。その特性上、シールドや近接戦用の武装はもたないが、GAT-X機に共通して採用されたフェイズシフト装甲（PS装甲）はビーム兵器以外に対して無敵といえる防御力を発揮する。また、額部にはセンサーを保護するためのガードが装着されている。
砲の連射による短時間でのフェイズシフトダウンを避けるため、専用のサブジェネレーターを各砲に別個搭載している。さらに両膝にも予備電源が設置されており、砲の使用による運用時間短縮を抑えている。
のちに、本機の量産仕様であるバスターダガーも開発される。

### 武装
2挺の大型携行砲は腰部に連結されたサブアームに接続されており、砲のすばやい取り回しに寄与するとともに、アーム自体を発砲時の反動軽減に利用することができる。また、砲の連射による短時間でのPSダウンを避けるため、各砲には専用のサブジェネレーターが設置され、両膝にも予備電源が内蔵されている。砲身への負荷が大きく連射できないという欠点はあるものの、砲を前後に連結することで双方のサブジェネレーターを直結させ、より高威力の砲撃が可能となる。
2種類の砲は取り外して運用することも可能とした資料、僚機に貸与する武器庫のような運用も想定しているとした資料もある。
220mm径6連装ミサイルポッド
本機の近接戦闘能力の低さをカバーするために両肩に内蔵されており、メビウスを一撃で撃破し得る威力をもつ弾頭のほか、煙幕や放電ガス弾なども装填可能。拠点爆撃や対艦攻撃、対ミサイル迎撃にも用いられ、発射後に後方へ退避する戦術が想定されている。
350mmガンランチャー
右腰アームに接続される電磁砲（レールガン）。散弾による複数目標への攻撃といった「面」の破壊に特化しており、AP弾（徹甲弾）やHESH弾（粘着榴弾）などの各種特殊弾頭も射出可能。
94mm高エネルギー収束火線ライフル
左腰アームに接続される大型ビームライフル。ほかの前期GAT-X機がもつライフルよりも大口径・高出力で、同時期の戦艦の主砲をも上回る火力をもつ。
対装甲散弾砲（連結時）
発砲する側を前方とし、ガンランチャー、収束火線ライフルの順で連結させた広域制圧モード。密集した敵や高速移動する機体に対して効果を発揮する。
「SEEDシリーズ」の最初期には「亜光速プロジェクタイル・ガンランチャー」という呼称で記載される媒体もあった。
超高インパルス長射程狙撃ライフル（連結時）
収束火線ライフル、ガンランチャーの順で連結させた遠距離用の高威力・精密狙撃モード。

### 劇中での活躍
オーブの宇宙コロニー「ヘリオポリス」を襲撃したザフトのラウ・ル・クルーゼ隊によって奪取され、同隊のパイロットであるディアッカの専用機として、キラ・ヤマトの操縦で強奪を免れたストライクとその母艦であるアークエンジェルを追撃する。
地球連合軍第8機動艦隊との低軌道会戦や地球降下後の北アフリカ砂漠地帯、アスラン・ザラを隊長とする「ザラ隊」に所属してからの戦いでアークエンジェルを攻めるも、敵のストライクの活躍もあって撃破には至らず、オーブ付近の戦いはストライクによって行動不能にさせられ、投降したディアッカごとアークエンジェルに回収される。損傷した機体はオーブのモルゲンレーテ本社で修復後に同社に保管されていたが、連合軍によるオーブ侵攻時に、釈放されていたディアッカによって持ち出され、オーブ側として連合軍と戦っていたアークエンジェルに加勢する。アークエンジェルの宇宙脱出にも同行し、ラクス・クラインが主導する三隻同盟（クライン派）の戦力としてザフト・連合双方を相手に戦う。
大戦の終盤である第二次ヤキン・ドゥーエ攻防戦では、元上司であるクルーゼの駆るプロヴィデンスのドラグーンの集中攻撃を受けて行動不能となる。しかし砲の機能は生きており、合流してきたデュエルが迫り来るレイダーを撃墜するために借用する。『スペシャルエディション』3作目では、プロヴィデンスに遭遇する前に単独でレイダーを撃墜する）。
コミック『機動戦士ガンダムSEED Re:』では水中戦用の専用装備が登場。巡航形態に変形すると水中用MSであるグーンをベースにした外観になり、MS形態ではヴェルヌ35A/MPFMなどの巨大補助兵装を装備しているような外観に変わる。
戦後はデュエルとともに解体廃棄される予定だったが、アイリーン・カナーバやエザリア・ジュールを中心とする一派に引き取られ、C.E.75年を舞台とする『機動戦士ガンダムSEED FREEDOM』で、後述のライトニングバスターとして再度実戦投入される。

### ライトニングバスターガンダム
C.E.75年を舞台とする映画『機動戦士ガンダムSEED FREEDOM』に登場。
ユーリ・アマルフィやエザリア・ジュールらが試験用に改修した機体。特性である砲撃力の強化とともに、デュエルブリッツと同様の核エンジンとザクウォーリア用コックピットへの換装が行われている。
武装は、砲身を二つ折りしての腰だめ配置と伸長させての肩担ぎ配置を選択可能なバックパック左右の大型ビームキャノン「MA-X60S/D 複列砲身多目的砲」、多目的砲のアーム基部に2基配置された6連装ミサイルポッド「77式多目的誘導弾発射筒」、改修前のレールガンと火線ライフルの装備位置に新設された小型砲「MMI-KX815 高エネルギービームガン」。
デュエルブリッツとともに、大戦後に放置されたボアズにあるクライン派の拠点に隠匿されていたが、ファウンデーション王国軍と結託したハリ・ジャガンナート率いるザフト反乱軍鎮圧のためにディアッカが再度搭乗する。エターナルに搭載されたミーティアと合体してジャガンナート派の鎮圧に従事し、任務達成後はレクイエム破壊に向かうインパルスSpec IIにミーティアを貸与する。
監督の福田は当初、映画中に本機とデュエルブリッツを登場させることは考えていなかったが、制作担当の池谷浩臣の「古い機体の商品（ガンプラ）があると皆さん（ファン）が喜ぶのでは？」との意見を受けて登場させる決断をしたことを語っている。

## ヴェルデバスターガンダム
インターネットで配信されたアニメ『機動戦士ガンダムSEED C.E.73 STARGAZER』に登場。
地球連合軍第81独立機動群「ファントムペイン」が、アクタイオン・インダストリー社を中心とした複数企業の技術協力を受けて推進したエースパイロット用カスタマイズMS開発計画「アクタイオン・プロジェクト」にもとづき、バスターの再製造機を改修した機体。機体名の「ヴェルデ」はイタリア語で「緑」を意味する。パイロットは「ファントムペイン」特殊戦MS小隊に所属するシャムス・コーザ中尉。
僚機であるX105E ストライクノワールやX1022 ブルデュエルを後方支援するための武装追加と調整、接近戦時に両眼のセンサーを保護するための大型フェイスガードの追加が行われている。従来のガンランチャーと収束火線ライフルは継続採用されつつも右と左の肩部に固定化され、これによって砲の連結機能は廃止されている。その代わりの新武装として「M9009B 複合バヨネット装備型ビームライフル」2挺が腰部に追加され、総合的な火力の向上を果たしている。さらに直列連結式だった従来砲に対し、こちらは左右を並行に連結した連装キャノンモードとなる。各ライフル先端には、従来機の弱点である接近戦能力を補うための折り畳み式バヨネット（銃剣）が設置され、連装モード時は刀身に内蔵されたフォースフィールドジェネレーターのビーム誘導機能を利用することで、有効射程を延長させている。これらの武装追加で複雑化した火器管制を補うために最新型のFCSを搭載し、センサー類の改修に伴い命中精度は大幅に向上している。また、マニピュレーターはアクチュエーターの改良と可動指の再構築を施したものへと改変されている。

### 劇中での活躍（ヴェルデ）
ストライクノワールやブルデュエルとともに、ブレイク・ザ・ワールド事件発生後にキルギスプラントを襲撃したザフト部隊の殲滅や、西ユーラシア地方でのハンニバル級陸上戦艦ボナパルトの防衛任務に就く。
その後、DSSD（深宇宙探査開発機構）が開発した宇宙探査用MSスターゲイザーのAIユニットを奪取すべくトロヤステーションへと侵攻し、シビリアンアストレイを多数撃破してステーションを損傷させるなどの戦果を揚げるが、シャムスがコーディネイターへの敵意や殺された同僚のミューディー・ホルクロフトの敵討ちに駆られて砲撃し続けた結果PSダウンを起こし、機能停止状態となったところにシビリアンアストレイからの集中砲火を受けてシャムスもろとも撃墜される。

## ヘイルバスター
「ライブラリアン」がバスターを独自改修・再設計した機体。型式番号冒頭の「LH」は「ライブラリアン・ヘイル」の略。「ヘイル」とは英語で「雹（ひょう）」を意味し、全身から無数の砲弾を降らす様子になぞらえて命名された。パイロットはフィーニス・ソキウスが務める。
顔面と胸部に新設された複合センサーと膝部に追加された接地ユニットによって、火器の命中精度の向上が図られている。また、捕捉した敵機の情報はライブラリアンのデータバンクで瞬時に照合され、返信された情報にもとづいた最適な攻撃が可能である。これらの機能を最大限に発揮するべく、狙撃機としては初めてミラージュコロイドシステムを搭載しており、自機の気配を絶ちつつ確実に敵を撃破する。
武装は従来機から継続採用しつつ、肩部ミサイルポッドのカバー裏にランチャーストライカーに装備された120mm対艦バルカン砲を3連装化して内蔵。さらに、多くのライブラリアン機にある特徴としてストライカーパックシステムの運用能力をもち、取り外しての手持ちも可能な従来型ガンランチャーと収束火線ライフルを装備した「バスターストライカー」を基本装備とする。

### 劇中での活躍（ヘイル）
当初からロンド・ギナ・サハクのミラージュフレームのサポート役として同行し、叢雲劾のブルーフレーム セカンドリバイと交戦する。